# Claude Brasseur

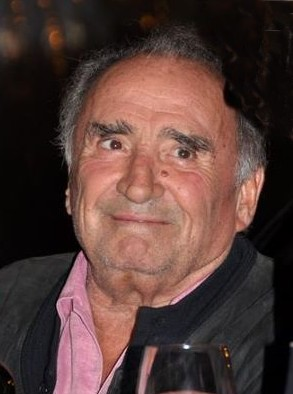
Claude Brasseur (2011)

Claude Brasseur (* 15. Juni 1936 als Claude Pierre Espinasse in Neuilly-sur-Seine; † 22. Dezember 2020 in Paris) war ein französischer Film- und Theaterschauspieler.
Brasseur wirkte ab den 1950er-Jahren in mehr als 150 Kino- und Fernsehfilmen mit und war einer der bekanntesten Darsteller des französischen Kinos. Seinen Durchbruch hatte er 1964 in Jean-Luc Godards Film Die Außenseiterbande. In Deutschland wurde Brasseur vor allem in der Titelrolle der Fernsehserie Die Abenteuer des Monsieur Vidocq Anfang der 1970er-Jahre und in der Rolle des François Beretton in den Filmen La Boum – Die Fete und La Boum 2 in den 1980er-Jahren bekannt. Einen seiner letzten Auftritte hatte er im Jahr 2015 in der Titelrolle des Spielfilms Frühstück bei Monsieur Henri.

## Leben

### Familie
Claude Brasseur, am 15. Juni 1936 unter dem Namen Claude Pierre Espinasse geboren, entstammte einer traditionsreichen Schauspielerfamilie. Sein Vater Pierre Brasseur und seine Mutter Odette Joyeux waren zu ihrer Zeit anerkannte Darsteller. Der Bühnenname Brasseurs ging auf seinen Urgroßvater Jules Brasseur (1829–1890), zurück, der eigentlich Jules Dumont hieß und sich den Namen Brasseur im Jahr 1847 zulegte. Seither übernahmen alle Mitglieder der Familie diesen Künstlernamen. 
Brasseur war zweimal verheiratet, zunächst von 1961 an mit der Modejournalistin und späteren Lebensgefährtin der Schriftstellerin Françoise Sagan, Peggy Roche. Nach der Scheidung heiratete Brasseur die Drogistin Michèle Cambon. Der zweiten Ehe entstammte der Sohn, Alexandre Brasseur (* 1971), der ebenfalls Schauspieler wurde. 
Claude Brasseur starb am 22. Dezember 2020 im Alter von 84 Jahren im 14. Pariser Arrondissement und wurde neben seinem Vater auf dem Friedhof Père-Lachaise (59. Division) beigesetzt.

### Beruf
Durch seine Eltern erhielt Brasseur Einblick in die Filmkunst und lernte bereits als Kind zahlreiche Schauspieler kennen. Nach der Scheidung der Eltern im Jahr 1945 verbrachte er einen großen Teil seiner Jugend bei seiner Großmutter, die sein Interesse am Film weiter förderte, bevor er aus disziplinarischen Gründen in ein Internat geschickt wurde. Danach besuchte er das Pariser Konservatorium, an dem er unter anderem Jean-Paul Belmondo begegnete. Eine Zeitlang wollte Brasseur Journalist werden, doch entschied er sich schließlich für den Beruf des Schauspielers. Ein Drehtag in einer Kaserne weckte zwischenzeitlich sein Interesse am Militärdienst, und er verpflichtete sich bei der französischen Armee. Im Algerienkrieg diente er von 1956 bis 1959 in Algier und Oran und wurde mit einer Verdienstmedaille ausgezeichnet.
Seinen ersten Filmauftritt hatte Brasseur 1956 als nicht näher benannter Mann in Rencontre à Paris von Georges Lampin. Im selben Jahr spielte er in der Weihnachtskomödie Zum Glück gibt es ihn doch von Marcel Carné an der Seite von Gilbert Bécaud und Françoise Arnoul seine erste größere Filmrolle. Seinen Durchbruch erlebte er 1964 in Jean-Luc Godards Die Außenseiterbande. Ein weiterer Höhepunkt seiner Leinwandkarriere war seine Darstellung des von einer Midlife Crisis heimgesuchten Daniel in Ein Elefant irrt sich gewaltig im Jahr 1976. Im Jahr 1980 erhielt Brasseur für die Darstellung des Kommissars Jacques Fush in Der Polizeikrieg den französischen Filmpreis César. Danach wurden ihm immer wieder Polizistenrollen angeboten, die er meist ablehnte. 
In Deutschland wurde Brasseur 1971 in der Titelrolle der Fernsehserie Die Abenteuer des Monsieur Vidocq bekannt, die hier vom französischen Fernsehen übernommen wurde. Seine Bekanntheit im deutschsprachigen Raum festigte sich durch die Kinoerfolge La Boum – Die Fete und La Boum 2, in denen er an der Seite von Brigitte Fossey den Vater der jugendlichen Vic (Sophie Marceau) spielte. Fünf Jahre nach La Boum verkörperte er in Abstieg zur Hölle den Alkoholiker Alan Kolber, diesmal als Marceaus Ehemann. Dass er nach der Vaterrolle in La Boum nun den Partner der inzwischen 19-jährigen Marceau mimte, sorgte aufgrund der freizügigen Erotikszenen für Aufsehen.
In den 1980er-und-1990er-Jahren spielte Brasseur vermehrt Theater.
Von 2003 bis 2007 verkörperte er den Polizisten Franck Keller in der gleichnamigen französischen Fernsehserie. In der Fernsehproduktion Edda spielte er im Jahr 2005 den italienischen Diktator Benito Mussolini.

### Sonstiges
Neben dem Schauspielberuf interessierte sich Brasseur für den Motorsport. So nahm er von 1981 bis 1986 regelmäßig an der Rallye Paris–Dakar als Copilot teil; gemeinsam mit dem vormaligen Formel-1-Piloten Jacky Ickx gewann er das Rennen 1983 in einer Mercedes-Benz G-Klasse.
Der englische Musiker Morrissey erwähnt Brasseur in seinem Lied At Last I Am Born: „Look at me now … from difficult child to spectral hand to Claude Brasseur.“ Morrissey und Brasseur schätzten einander und trafen sich im Jahr 2006 auf Brasseurs Wunsch in einer Sendung des französischen Fernsehsenders Canal+.

## Filmografie (Auswahl)
- 1956: Zum Glück gibt es ihn doch (Le pays d’òu je viens)
- 1959: Grüne Ernte (La verte moisson)
- 1959: Wiesenstraße Nr. 10 (Rue des Prairies)
- 1960: Augen ohne Gesicht (Les yeux sans visage)
- 1961: In Freiheit dressiert (La bride sur le cou)
- 1961: Die sieben Todsünden (Les sept péchés capitaux)
- 1962: Wir fahren nach Deauville (Nous irons à Deauville)
- 1963: Germinal
- 1963: Heißes Pflaster (Peau de banane)
- 1964: Die Außenseiterbande (Bande à part)
- 1966: Ein Mann zuviel (Un homme de trop)
- 1966: Rififi in Paris (Du rififi à Paname)
- 1971–1973: Die Abenteuer des Monsieur Vidocq (Les nouvelles aventures de Vidocq, Fernsehserie, 13 Folgen)
- 1972: Ein schönes Mädchen wie ich (Une belle fille comme moi)
- 1974: Eiskalt wie das Schweigen (Les seins de glace)
- 1975: Die Entfesselten (L’agression)
- 1976: Ein Elefant irrt sich gewaltig (Un éléphant ça trompe énormément)
- 1976: Der große Angeber (Le grand escogriffe)
- 1977: Monsieur Papa
- 1977: Wir kommen alle in den Himmel (Nous irons tous au paradis)
- 1978: Eine einfache Geschichte
- 1978: Das Geld der anderen (L’argent des autres)
- 1979: Der Polizeikrieg (La guerre des polices)
- 1980: Die Bankiersfrau (La banquière)
- 1980: La Boum – Die Fete (La boum)
- 1980: Verdammt zum Schafott (Une robe noire pour un tueur)
- 1981: Eine Angelegenheit unter Männern (Une affaire d’hommes)
- 1981: Geheimaktion Marseille (L’ombre rouge)
- 1981: Josepha
- 1982: La Boum 2 – Die Fete geht weiter (La boum 2)
- 1983: Der schöne Schein des Reichtums (Signes extérieures de richesse)
- 1983: Wespennest (La crime)
- 1985: Détective
- 1985: Les rois du gag
- 1985: La Gitane – Nichts als Ärger mit den Frauen (La gitane)
- 1985: Unter Wölfen
- 1986: Abstieg zur Hölle (Descente aux enfers)
- 1988: Radio Corbeau – Der Rabe packt aus (Radio Corbeau)
- 1991: Schmutziger Engel (Sale comme un ange)
- 1992: Ein Abendessen mit dem Teufel (Le souper)
- 1993: Eins, zwei, drei, Sonne (Un, deux, trois, soleil)
- 1993: Fluchtpunkt (O Fio do Horizonte)
- 1999: La débandade
- 2001: Milch der Zärtlichkeit (Le lait de la tendresse humaine)
- 2003–2007: Franck Keller (Fernsehserie, fünf Folgen)
- 2003: Soraya (Fernsehfilm)
- 2004: Malabar Princess
- 2005: Edda (Fernsehfilm)
- 2005: Les parrains (Sprechrolle)
- 2006: Ein perfekter Platz (Fauteuils d’orchestre)
- 2006: L’oncle de Russie (Fernsehfilm)
- 2006: Les petites vacances
- 2006: J’invente rien
- 2006: Le héros de la famille
- 2006: Camping
- 2007: Seine Majestät das Schwein (Sa majesté minor)
- 2008: Myster Mocky présente (Fernsehserie, eine Folge)
- 2010: Camping 2
- 2011: Légitime défense
- 2012: Ma bonne étoile
- 2013: Le renard jaune
- 2015: Frühstück bei Monsieur Henri (L’étudiante et Monsieur Henri)
- 2016: Camping 3
- 2018: Liebe bringt alles ins Rollen (Tout le monde debout)

## Auszeichnungen (Auswahl)
- 1977: César, Bester Nebendarsteller, für Ein Elefant irrt sich gewaltig und Ein großer und ein kleiner Gauner
- 1979: César-Nominierung, Bester Haupt- und Nebendarsteller, für Eine einfache Geschichte
- 1980: César, Bester Hauptdarsteller, für Der Polizeikrieg
- 1993: César-Nominierung, Bester Hauptdarsteller, für Ein Abendessen mit dem Teufel